# Юрто
Юрто (также Юр-Ты) — озеро в Заполярном районе на востоке Ненецкого автономного округа, расположено на просторах Большеземельской тундры. Входит в число Вашуткиных озёр, являясь крупнейшим из них.

## Общие сведения
Площадь озера 21,4 км², площадь водосборного бассейна 86,4 км². Высота над уровнем моря — 130 м. Протяжённость озера 7,7 км, ширина в южной части достигает 3,6 км. Максимальная глубина превышает 8 м. Водородный показатель pH составляет 7,7±0,93.

## Описание
Озеро Юрто вытянуто в меридиональном направлении, береговая линия умеренно изрезана. Впадает несколько ручьёв. Имеет сток через озеро Болбанты, находящееся к северу и соединённое с Юрто широкой протокой, и ряд других озёр в реку Адзьву, относящуюся к бассейну Баренцева моря. Имеется три острова, крупнейший из них — в северной части акватории. Берега низкие, с береговыми отмелями, покрыты тундровой и болотной растительностью, кустарником. 
Ближайший населённый пункт — посёлок Каратайка, расположенный в 82 км к северу.